# Liste der walisischen Herrscher
Bis zur Eroberung von Wales durch den englischen König Eduard I. 1283 bestand das Land aus unabhängigen Fürstentümern. Die wichtigsten davon waren das Königreich Gwynedd, Powys, Deheubarth (ursprünglich Seisyllwg und Dyfed), Brycheiniog und Morgannwg (ursprünglich aus Gwent und Glywysing). Aufgrund ständiger Grenzveränderungen können nur wenige Fürsten behaupten, über (fast) ganz Wales geherrscht zu haben; jene, die über große Teile des Landes Macht ausübten, sind in der folgenden Liste fett dargestellt.

## Deheubarth
- Howell der Gute (920–950)

- Owain ap Hywel (950–986) (Sohn des Vorigen), das Fürstentum wurde eine Zeit lang zwischen ihm und seinen Brüdern
- Rhodri ap Hywel (950–953) und
- Edwin ap Hywel (950–954) geteilt

- Maredudd ab Owain (986–999) (Sohn von Owain ap Hywel)
- Cynan ap Hywel, Fürst von Gwynedd (999–1005)

- Edwin ab Einion (1005–1018) (Neffe von Maredudd ab Owain) regiert zusammen mit seinem Bruder
- Cadell ab Einion (1005–1018)

- Llywelyn ap Seisyll, Fürst von Gwynedd (1018–1023)
- Rhydderch ap Iestyn, Fürst von Gwent (1023–1033)
- Hywel ab Edwin (1033–1044) (Sohn von Edwin ab Einion)
- Gruffydd ap Rhydderch (1047–1055) (Sohn von Rhydderch ap Iestyn)
- Gruffydd ap Llywelyn, Fürst von Gwynedd (1055–1063)
- Maredudd ab Owain ab Edwin (1063–1072) (Neffe von Hywel ab Edwin)
- Rhys ab Owain ab Edwin (1072–1078) (Bruder des Vorigen)
- Rhys ap Tewdwr (1078–1093) (Cousin 2. Grades des Vorigen)

Deheubarth im Besitz der Normannen von 1093 bis 1155
- Gruffydd ap Rhys (1116–1137) (Sohn von Rhys ap Tewdwr) beherrschte einen Teil von Deheubarth mit Erlaubnis der Normannen
- Anarawd ap Gruffydd (1136–1143) (Sohn von Gruffydd ap Rhys)
- Cadell ap Gruffydd (1143–1151) (Bruder seines Vorgängers)
- Maredudd ap Gruffydd (1151–1155) (Halbbruder seiner beiden Vorgänger)
- Lord Rhys (Rhys ap Gruffydd) (1155–1197) (Bruder seines Vorgängers)

- Gruffydd ap Rhys (1197–1201) (Sohn von Rhys ap Gruffydd) herrschte eine Zeit lang gemeinsam mit seinem Bruder
- Maelgwyn ap Rhys (1199–1230) stritt mit seinem Bruder um die Herrschaft

- Rhys Gryg (Rhys der Heisere, Sohn von Rhys ap Gruffydd) (1216–1234)

Ab 1234 bis 1283 war Deheubarth den Prinzen von Gwynedd unterworfen
- Rhys Mechyll (1234–1244) (Sohn von Rhys dem Heiseren) beherrschte einen Teil von Deheubarth
- Maredudd ap Rhys (1244–1271) (Bruder von Rhys Mechyll) beherrschte einen Teil von Deheubarth
- Rhys ap Maredudd (1271–1283) (Sohn von Maredudd ap Rhys) beherrschte einen Teil von Deheubarth

## Gwynedd
- Cunedda Wledig ap Edern (Cunedda der Kaiser) (etwa 450–460)
- Einion Yrth ap Cunedda (Einion der Ungestüme) (etwa 470–480)
- Cadwallon Lawhir ap Einion (Cadwallon Langhand) (etwa 500–520)
- Maelgwn Hir ap Cadwallon (Maelgwn der Große) (etwa 520–549)
- Rhun Hir ap Maelgwn (Rhun der Große) (etwa 549–580)
- Beli ap Rhun (etwa 580–599)
- Iago ap Beli (etwa 599–613)
- Cadfan ap Iago (etwa 613–625)
- Cadwallon ap Cadfan (etwa 625–634)
- Cadfael Cadomedd ap Cynfeddw (Cadfael der Schlachtenvermeider) (634–etwa 655)
- Cadwaladr ''Fendigaid'' ap Cadwallon (Cadwallader der Gesegnete) (etwa 655–682)
- Idwal Iwrch ap Cadwaladr (Idwal Roebuck) (etwa 682–720)
- Rhodri Molwynog ap Idwal (Rhodri der Kahle und Graue) (etwa 720–754)
- Caradog ap Meirion (etwa 754–798)
- Cynan Dindaethwy ap Rhodri (etwa 798–816)
- Hywel Farf-Fehinog ab Caradog (Howell Fettbart) (816–825)
- Merfyn Frych ap Gwriad (Merfyn der Sommersprossige, Sohn des Gwriad) (825–844)
- Rhodri Mawr ap Merfyn (Rhodri der Große) (844–878)
- Anarawd ap Rhodri (878–916)
- Idwal Foel ap Anarawd (Idwal der Kahle) (916–942)
- Hywel Dda ap Cadell (Howell der Gute) (942–950)
- Iago ab Idwal (950–979)
- Ieuaf ab Idwal (950–969)
- Hywel ap Ieuaf (974–985)
- Cadwallon ap Ieuaf (985–986)
- Maredudd ab Owain (986–999)
- Cynan ap Hywel (999–1005)
- Llywelyn ap Seisyll (1005–1023)
- Iago ap Idwal ap Meurig (1023–1039)
- Gruffydd ap Llywelyn (1039–1063)
- Bleddyn ap Cynfyn (1063–1075)
- Rhiwallon ap Cynfyn (1063–1070)
- Trahern ap Caradog (1075–1081)
- Gruffydd ap Cynan (1081–1137)
- Owain Gwynedd ap Gruffydd (1137–1170)
- Maelgwn ab Owain (1170–1173)
- Dafydd ab Owain Gwynedd (1170–1195) (im Osten)
- Rhodri ab Owain Gwynedd (1170–1190) (im Westen)
- Llywelyn Fawr ap Iorwerth (Llywelyn der Große) (1195–1240)
- Dafydd ap Llywelyn (1240–1246)
- Llywelyn Ein Llyw Olaf ap Gruffydd (Llywelyn der Letzte) (1246–1282)
- Owain Goch ap Gruffydd (1246–1255)
- Dafydd ap Gruffydd (1282–1283)

Siehe auch: Haus Gwynedd

## Morgannwg
- Morgan der Alte (Morgan Hen oder Morgan ab Owain) (930–974) vereinigte 942 die früheren Königreiche von Gwent und Glywysing unter dem Namen Morgannwg. Dieses zerfiel jedoch wieder kurz nach seinem Tod. Die Einzelreiche blieben bis 1055 selbständig.

### Glywysing
- Owain ap Morgan (974–ca. 983) (Sohn von Morgan dem Alten)
- weitere Söhne von Morgan dem Alten (Regierungszeit unbekannt)

- Rhys ab Owain (ca. 990–ca. 1000) (Sohn von Owain ap Morgan) herrschte in Glywysing gemeinsam mit seinen Brüdern
- Hywel ab Owain (ca. 990–ca. 1043) und
- Iestyn ab Owain (ca. 990–ca. 1015)

- Rhydderch ap Iestyn (ca. 1015–1033) (Bruder von Iestyn ab Owain)
- Gruffydd ap Rhydderch (1033–1055) (Sohn von Rhydderch ap Iestyn)

### Gwent
- Nowy ap Gwriad regierte Gwent (ca. 950–ca. 970) während Glywysing von Owain ap Morgans Brüdern gemeinsam regiert wurde (Regierungszeit unbekannt)
- Arthfael ap Nowy (ca. 970–983) (Sohn von Nowy ap Gwriad)

- Rhodri ap Elisedd (983–ca. 1015) (Cousin von Arthfael ap Nowy) regierte gemeinsam mit seinem Bruder
- Gruffydd ap Elisedd (983–ca. 1015)

- Edwyn ap Gwriad (1015–1045) (Cousin von Gruffydd ap Elisedd?)
- Meurig ap Hywel (1045–1055) (Sohn von Hywel ab Owain) regierte gemeinsam mit seinem Sohn
- Cadwgan ap Meurig (1045–1074), welcher eine Zeitlang mit
- Caradog ap Gruffydd (1063–1081) (Sohn von Gruffydd ap Rhydderch) regierte.
- Iestyn ap Gwrgan (1081–1091)

Iestyn war der letzte Herrscher über ein unabhängiges Morgannwg, das danach im Besitz der Normannen war und wieder Glamorgan genannt wurde.

## Powys
Rhodri der Große (Rhodri Mawr) König von Gwynedd, erbte das Königreich Powys 854 von seinem mütterlichen Onkel und vereinigte es 855 mit dem  Königreich Gwynedd, wo seine Nachkommen bis 1063 regierten. Powys behielt jedoch seine Autonomie.
- Elisedd ap Gwylog (725–755)
- Brochfael ap Elisedd (755–773), Sohn seines Vorgängers
- Cadell ap Brochfael (773–808), Sohn seines Vorgängers
- Cyngen ap Cadell (808–854), Sohn seines Vorgängers
- Rhodri der Große (Rhodri Mawr ap Merfyn Frych)(854–878), Neffe mütterlicherseits seines Vorgängers
- Merfyn ap Rhodri (878–900), Sohn seines Vorgängers
- Llywelyn ap Merfyn (900–942), Sohn seines Vorgängers
- Hywel Dda (Hywel ap Cadell)(942–950), König von Deheubarth, usurpierte den Thron von Powys.
- Owain ap Hywel (950–986), Sohn seines Vorgängers
- Maredudd ap Owain (986–999), Sohn seines Vorgängers
- Llywelyn ap Seisyll (999–1023), Schwiegersohn seines Vorgängers
- Rhydderch ap Iestyn (1023–1033), König von Glywysing
- Iago ap Idwal (1033–1039), König von Gwynedd
- Gruffydd ap Llywelyn (1039–1063), Sohn des Llywelyn ap Seisyll
- Bleddyn ap Cynfyn (1063–1075), Enkel mütterlicherseits des Maredudd ap Owain

- Madog ap Bleddyn (1075–1088), Sohn seines Vorgängers
- Iorwerth ap Bleddyn (1088–1103), Bruder seines Vorgängers, regierte gemeinsam mit seinem Bruder
- Cadwgan ap Bleddyn (1088–1111)

- Owain ap Cadwgan (1111–1116), Sohn seines Vorgängers Cadwgan ap Bleddyn
- Maredudd ap Bleddyn (1116–1132), Onkel seines Vorgängers
- Madog ap Maredudd (1132–1160), Sohn seines Vorgängers

Im Jahr 1160 wurde das Königreich Powys geteilt in einen südlichen Teil, Powys Wenwynwyn, und einen nördlichen Teil, Powys Fadog.

### Powys Fadog
- Gruffydd Maelor I (1160–1191), Sohn des Madog ap Maredudd, beherrschte nur das nördliche Powys
- Owain ap Gruffydd Maelor (1191–1197), Sohn von Gruffydd Maelor, regierte das nördliche Powys gemeinsam mit seinem Bruder
- Madog ap Gruffydd Maelor (1191–1236)
- Gruffydd Maelor ap Madog (1236–1269), Sohn des Madog ap Gruffydd Maelor

### Powys Wenwynwyn
- Owain Cyfeiliog (1160–1195), Neffe des Madog ap Maredudd
- Gwenwynwyn ap Owain (1195–1216), Sohn seines Vorgängers
- Llywelyn der Große, Fürst von Gwynedd (1216–1240)
- Gruffydd ap Gwenwynwyn (1240–1286), Sohn des Gwenwynwyn ap Owain